# Thalassodes floccosa
Thalassodes floccosa là một loài bướm đêm trong họ Geometridae.